# Тиммонс, Бобби
Роберт Генри Тиммонс (англ. Robert Henry Timmons), более известен как Бобби Тиммонс (англ. Bobby Timmons)   — американский джазовый музыкант, пианист, композитор, бэнд-лидер. Бобби Тиммонс наиболее известен как сайдмэн коллектива Арта Блэйки, а творчество музыканта прочно ассоциируется с таким направлением в джазе, как соул-джаз

## Биография
Бобби Тиммонс родился в 1935 году в семье священника. Оба его родителя, дяди и тёти играли на фортепиано. Бобби Тиммонс с ранних лет занимался фортепиано под руководством собственного дяди Роберта Хабершоу. Бобби Тиммонс начал свои выступления в юном возрасте, играя в церкви, где его дед был пастором, и церковная музыка наложила отпечаток на дальнейшее творчество музыканта. Первое выступление как джазового музыканта было местным, Бобби Тиммонс выступил в составе трио, где на барабанах играл в будущем также известный джазмен Тутти Хит. Затем молодой музыкант выступал на танцах, вечеринках и в клубах Южной Филадельфии. По словам Тутти Хита, в то время Бобби Тиммонс хотел походить на Ахмада Джамала настолько, насколько музыкант вообще мог. После окончания школы Бобби Тиммонс продолжил обучение в Филадельфийской Академии музыки.
В 1954 году Бобби Тиммонс переехал в Нью-Йорк. В 1956 году начал работать с трубачом Кенни Дорэмом, и с ним же впервые записался в ходе выступления на концерте, состоявшимся в мае того же года. До 1958 года Бобби Тиммонс выступал и записывался с чередой известных музыкантов: трубачом Четом Бейкером (1956—1957), саксофонистом Сонни Ститтом (1957), трубачом Мейнардом Фергюсоном (1957—1958), тромбонистом Кёртисом Фуллером (1957), саксофонистом Хэнком Мобли (1957), трубачом Ли Морганом (1957).
В июле 1958 года присоединился к коллективу Арта Блэйки Jazz Messengers и оставался в нём до сентября 1959 года, совершив турне по Европе. По словам Бенни Голсона, саксофониста Jazz Messengers, с лёгкой руки которого Бобби Тиммонс и попал в коллектив: «Он был изобретательным… Он мог играть би-боп, мог играть фанк, он мог играть много чего, и я думаю, что это и было тем элементом, который нужен был Арту. У него никогда не было кого-то типа Бобби, кто бы мог играть и так, и сяк, а не ходить туда-сюда по одному коридору» . Первый период работы в коллективе Арта Блейки ознаменовался успехом Бобби Тиммонса как композитора: он сочинил свою самую известную композицию Moanin. В это же время музыкант начал употреблять героин.
В октябре 1959 года Бобби Тиммонс присоединился к коллективу Кэннонбола Эддерли и в составе этого квинтета сочинил ещё две известные композиции: This Here и Dat Dere. Несмотря на явный успех у публики и критиков, Бобби Тиммонс был недоволен коммерческой составляющей и в феврале 1960 года вернулся к Арту Блэйки и участвовал в записи самих известных альбомов Jazz Messengers:  A Night in Tunisia, The Freedom Rider и The Witch Doctor. В 1960 году Бобби Тиммонс записал и свой первый альбом как бэнд-лидер: This Here Is Bobby Timmons. Также в 1960 году он отметился на пластинках Нэта Эддерли (не на всех композициях, ввиду тяжёлого запоя), Джонни Гриффина и Арнетта Кобба.
В июне 1961 года Бобби Тиммонс снова покинул коллектив Арта Блэйки, в том числе, будучи вдохновлённым успехом собственных композиций, в частности Dat Dere, к которой известный певец Оскар Браун написал текст и исполнил её. Тиммонс собрал свой коллектив, в состав которого вошли басист Рон Картер и давний друг Тутти Хит, и принялся гастролировать по стране. Это был пик успеха музыканта, в том числе и с точки зрения коммерческого успеха, но результатом этого стала ещё большая героиновая зависимость.
В середине 1960-х годов Тиммонс стал играть также на вибрафоне и иногда на органе (известна лишь одна запись), выступая в подавляющем большинстве в составе трио или квартета и лишь изредка - в больших коллективах. Его карьера на почве героиновой и алкогольной зависимости катилась вниз, в 1968 году он записался в последний раз, и в 1970-х он в основном выступал в Нью-Йорке, присоединяясь то к одному, то к другому коллективу. В начале 1974 года Тиммонс присоединился к биг-бэнду Кларка Терри. Уже в самолёте музыкант был совершенно пьян. Во время первого выступления коллектива Тиммонс, сидел в баре и будучи нетрезвым, упал. Он был вынужден улететь обратно, попал в больницу и через месяц, 1 марта 1974 года, умер от цирроза печени.. Он оставил жену и сына.
Похоронен в Филадельфии.

## Стиль
По словам самого музыканта:
Как композитор я дилетант. Я никогда сознательно не садился и не пытался написать песню.  
Оригинальный текст (англ.)I'm a dilettante as a composer. I have never consciously sat down and tried to write a song."
В то время как фанк-стиль Хораса Сильвера в основном развился из бопа, стиль Тиммонса имел корни в госпеле и был под сильным влиянием церковной музыки. Была какая-то ритмическая поэтичность в мощной игре Тиммонса, которая была одновременно и блюзовая, и перкуссивная. Сила и острота его звука также выделялась и не могла быть скопирована.  
Оригинальный текст (англ.)Where pianist Horace Silver's funk style developed largely from bop, Timmons' funk approach had gospel roots and was heavily church-influenced. There was a rhythmic lyricism to Timmons' powerful playing that was both bluesy and percussive. The strength and pungency of his sound also was distinct and impossible to mimic
Харуки Мураками написал эссе о музыканте в Джазовых портретах, сказав что: «Тиммонс был еще и замечательным композитором. Написанные им «This Here», «Dat Dere» и «Moanin'» по стилю представляют собой чёрный джаз-фанк и, в отличие от вселяющих меланхолию композиций его коллеги Бенни Голсона, насыщены удивительным чувством юмора. Мне особенно нравится композиция «So Tired» с альбома Арта Блэйки «А Night in Tunisia» (японское издание называется «Tunisian Night»). Её я всегда слушаю с замиранием сердца. Соло Тиммонса в меру сдержанны, сухи и полны тонкого юмора.».

## Дискография

### Как лидер или солидер
| Год  | Название                           | Лейбл       |
| ---- | ---------------------------------- | ----------- |
| 1957 | Jenkins, Jordan and Timmons        | New Jazz    |
| 1960 | This Here Is Bobby Timmons         | Riverside   |
| 1960 | Soul Time                          | Riverside   |
| 1960 | Easy Does It                       | Riverside   |
| 1961 | In Person                          | Riverside   |
| 1962 | Sweet and Soulful Sounds           | Riverside   |
| 1963 | Born to Be Blue!                   | Riverside   |
| 1964 | Live at the Connecticut Jazz Party | Chiaroscuro |
| 1964 | From the Bottom                    | Riverside   |
| 1964 | Little Barefoot Soul               | Prestige    |
| 1964 | Holiday Soul                       | Prestige    |
| 1964 | Chun-King                          | Prestige    |
| 1964 | Workin' Out!                       | Prestige    |
| 1965 | Chicken & Dumplin's                | Prestige    |
| 1966 | The Soul Man!                      | Prestige    |
| 1966 | Soul Food                          | Prestige    |
| 1967 | Got to Get It!                     | Milestone   |
| 1968 | Do You Know the Way?               | Milestone   |

### Как сайдмэн
| Год   | Лидер                    | Название                                         | Лейбл                  |
| ----- | ------------------------ | ------------------------------------------------ | ---------------------- |
| 1958  | Адамс Пеппер             | 10 to 4 at the 5 Spot                            | Riverside              |
| 1959  | Кэннонбол Эддерли        | The Cannonball Adderley Quintet in San Francisco | Riverside              |
| 1960  | Кэннонбол Эддерли        | Them Dirty Blues                                 | Riverside              |
| 1960  | Нэт Эддерли              | Work Song                                        | Riverside              |
| 1960  | Джо Александер           | Blue Jubilee                                     | Jazzland               |
| 1956  | Чет Бейкер               | Chet Baker Quintette                             | Crown Records          |
| 1956  | Чет Бейкер               | Chet Baker & Crew                                | Pacific Jazz Records   |
| 1956  | Чет Бейкер               | Chet Baker Big Band                              | Pacific                |
| 1958  | Арт Блэйки               | Moanin                                           | Blue Note Records      |
| 1958  | Арт Блэйки               | Drums Around the Corner                          | Blue Note Records      |
| 1958  | Арт Блэйки               | 1958 - Paris Olympia                             | Fontana Records        |
| 1958  | Арт Блэйки               | Des femmes disparaissent                         | Fontana                |
| 1958  | Арт Блэйки               | Au Club St. Germain, Vol. 1                      | RCA                    |
| 1958  | Арт Блэйки               | Au Club St. Germain, Vol. 2                      | RCA                    |
| 1958  | Арт Блэйки               | Au Club St. Germain, Vol. 3                      | RCA                    |
| 1959  | Арт Блэйки               | At the Jazz Corner of the World, Vol. 1          | Blue Note              |
| 1959  | Арт Блэйки               | At the Jazz Corner of the World, Vol. 2          | Blue Note              |
| 1959  | Арт Блэйки               | Les liaisons dangereuses 1960                    | Fontana                |
| 1960  | Арт Блэйки               | The Big Beat                                     | Blue Note              |
| 1960  | Арт Блэйки               | Like Someone in Love                             | Blue Note              |
| 1960  | Арт Блэйки               | A Night in Tunisia                               | Blue Note              |
| 1960  | Арт Блэйки               | Meet You at the Jazz Corner of the World, Vol. 1 | Blue Note              |
| 1960  | Арт Блэйки               | Meet You at the Jazz Corner of the World, Vol. 2 | Blue Note              |
| 1961  | Арт Блэйки               | Tokyo 1961                                       | Somethin' Else         |
| 1961  | Арт Блэйки               | Pisces                                           | Blue Note              |
| 1961  | Арт Блэйки               | The Witch Doctor                                 | Blue Note              |
| 1961  | Арт Блэйки               | The Freedom Rider                                | Blue Note              |
| 1961  | Арт Блэйки               | Roots & Herbs                                    | Blue Note              |
| 1961  | Арт Блэйки               | Art Blakey!!!!! Jazz Messengers!!!!!             | Impulse! Records       |
| 1958  | Кенни Барелл             | Blue Lights, Vol. 1                              | Blue Note              |
| 1958  | Кенни Барелл             | Blue Lights, Vol. 2                              | Blue Note              |
| 1959  | Кенни Барелл             | On View at the Five Spot Cafe                    | Blue Note              |
| 1960  | Арнетт Кобб              | More Party Time                                  | Prestige               |
| 1960  | Арнетт Кобб              | Movin' Right Along                               | Prestige               |
| 1956  | Кенни Дорхэм             | Round About Midnight at the Cafe Bohemia         | Blue Note              |
| 1956  | Кенни Дорхэм             | Round About Midnight at the Cafe Bohemia, Vol. 2 | Blue Note              |
| 1956  | Кенни Дорхэм             | Round About Midnight at the Cafe Bohemia, Vol. 3 | Blue Note              |
| 1962  | Кенни Дорхэм             | Matador                                          | United Artists         |
| 1959  | Арт Фармер               | Brass Shout                                      | United Artists Records |
| 1957  | Мейнард Фергюсон         | Boy with Lots of Brass                           | EmArcy                 |
| 1957  | Кёртис Фуллер            | The Opener                                       | Blue Note              |
| 1958  | Бенни Голсон             | Benny Golson and the Philadelphians              | Blue Note              |
| 1969  | Декстер Гордон           | L.T.D.: Live at the Left Bank                    | Prestige               |
| 1969  | Декстер Гордон           | XXL                                              | Prestige               |
| 1960  | Джонни Гриффин           | The Big Soul-Band                                | Riverside              |
| 1960  | Сэм Джонс                | The Soul Society                                 | Riverside              |
| 1960s | Глория Линн              | Live at Leo's Casino                             | Collectables           |
| 1962  | Джонни Лайтл             | Nice and Easy                                    | Jazzland               |
| 1957  | Хэнк Мобли               | Hank                                             | Blue Note              |
| 1957  | Ли Морган                | The Cooker                                       | Blue Note              |
| 1960  | Ли Морган                | Lee-Way                                          | Blue Note              |
| 1956  | Энтони Ортега            | Jazz for Young Moderns                           | Bethlehem Records      |
| 1960  | Диззи Рис                | Comin' On!                                       | Blue Note              |
| 1961  | The Riverside Jazz Stars | A Jazz Version of Kean                           | Riverside              |
| 1957  | Сонни Ститт              | Personal Appearance                              | Verve Records          |
| 1960  | The Young Lions          | The Young Lions                                  | Vee-Jay Records        |